# María del Mar Blanco
Pour les articles homonymes, voir Blanco.
María del Mar Blanco Garrido, née le 29 mars 1974, est une femme politique espagnole membre du Parti populaire (PP).
Elle est élue députée de la circonscription de Madrid lors des élections générales de juin 2016.

## Biographie

### Vie privée
María del Mar Blanco est la sœur de Miguel Ángel Blanco, conseiller municipal du PP d'Ermua, pris en otage et exécuté par le groupe terroriste ETA.

### Formation
Elle est diplômée en tourisme.

### Carrière politique
Elle est députée au Parlement basque de 2009 à 2012. Elle est membre du comité exécutif national du Parti populaire et présidente de la fondation des victimes du terrorisme.
Elle figure en quatorzième position sur la liste du Parti populaire dans la circonscription de Madrid pour les élections du 20 décembre 2015. Au cours du scrutin, le parti ne remporte que treize sièges et María del Mar Blanco manque de peu son entrée au Congrès des députés. Cependant, lors des élections anticipées du 26 juin 2016, la liste remporte quinze sièges et est donc élue députée pour la circonscription de Madrid tout comme Francisco Martínez Vázquez placé en quinzième position.